# Villa Franco-Bertelè
La villa Franco-Bertelè Rappresenta un'importante costruzione posta in contrada Piatton, edificata sul finire del XVII secolo dal nobile Alvise Franco che volle ampliare ed ingrandire un preesistente edificio cinquecentesco acquisito già prima del 1536, unitamente ad una vasta area circostante molto probabilmente proprio dal comune di Cerea, dal conte Zuan Pietro Franco per l'allevamento di pecore. 
Questa nuova grandiosa dimora doveva dimostrare il prestigio della famiglia, dopo che nel 1652 Alvise aveva ottenuto dal Senato della Serenissima l'investitura feudale.. Tale onorificenza (ottenuta dietro pagamento di 500 ducati) risollevò la reputazione della famiglia, dopo che questa era stata infangata nel 1609 dalla condanna inferta dalla Repubblica Veneta a Flaminio e Francesco Franco (nipoti di Zuan Pietro) per aver dato ospitalità a banditi rei di scelleratissimi delitti. Per punizione, i loro nomi vennero scritti su una lapide esposta al pubblico per ordine della Serenissima. Ora quella lapide si trova nel giardino della villa.
I lavori furono eseguiti tra il 1681 ed il 1709. La facciata della grande villa è di gusto barocco ed è rialzata al centro e sormontata da una balaustra. L'edificio attualmente è il frutto di una serie di interventi che si protrassero fino agli inizi del XVIII secolo.
Nell'angolo sud-orientale del complesso si trova la cappella dedicata a Santa Maria Mater Virgo, eretta in posizione adiacente allo scolo Canossa, vi si accede da un ponte. Eretta nel 1714, di poco posteriore alla villa, è stata progettata dal conte Luigi Franco, che decise di esservi sepolto. All'interno si trova una pala d'altare opera di Michelangelo Prunati, che rappresenta la Madonna col bambino in braccio, tra i santi Antonio Abate e Francesco di Paola.
La villa è collegata a villa Dionisi, detta Ca' del Lago, da un lungo viale alberato detto "Stradon de la Marchesa". Originariamente, alla villa si accedeva da un lungo viale che iniziava in via San Zeno, all’estremità del quale c’è ancora oggi un portale con quattro pilastri a pinnacoli. Ora questo accesso è stato chiuso a causa della costruzione della ferrovia Verona-Rovigo, che lo ha tagliato in due.
La villa è immersa in un imponente e meraviglioso parco di tigli, ippocastani, olmi e platani, delimitato dagli scoli Canossa e Cornetto.